# Daniela Ciobanu
Daniela Ciobanu (* 9. März 1995) ist eine ehemalige moldauische Tennisspielerin.

## Karriere
Ciobanu begann mit sechs Jahren das Tennisspielen und bevorzugt Hartplätze. Sie spielte vor allem Turniere der ITF Women’s World Tennis Tour, wo sie einen Titel im Doppel gewinnen konnte.
Seit 2011 tritt sie für die Moldauische Billie-Jean-King-Cup-Mannschaft an. Dort hat sie bei acht Nominierungen und 33 Begegnungen eine Bilanz von 15 Siegen und 18 Niederlagen davon 13 Siege bei zehn Niederlagen im Einzel und zwei Siege bei acht Niederlagen im Doppel.

## Turniersiege

### Doppel
| Nr. | Datum        | Turnier | Kategorie   | Belag | Partnerin        | Finalgegnerinnen                       | Ergebnis           |
| --- | ------------ | ------- | ----------- | ----- | ---------------- | -------------------------------------- | ------------------ |
| 1.  | 30. Mai 2015 | Galați  | ITF $10.000 | Sand  | Alexandra Perper | Charlotte Klasen Anna-Giulia Remondina | 6:2, 34:6, [12:10] |